# Mamoru Miyano
Mamoru Miyano (宮野 真守, Miyano Mamoru, n. 8 iunie 1983, Saitama, Japonia) este un actor și cântăreț japonez. El este cel mai bine cunoscut pentru rolurile din Steins;Gate, Durarara!!, Death Note, Soul Eater, Wolf's Rain, Ouran High School Host Club, Ajin: Demi-Human, Fullmetal Alchemist: Brotherhood, Gratuit!, Mobile Suit Gundam 00, Hunter x Hunter, Chihayafuru, Bungo Stray Dogs, Uta no Prince-sama și Zombieland Saga. A fost nominalizat la premiul pentru Death Note la Primele Premii Seiyu și a câștigat premiul „Cel mai bun actor vocal” la Târgul Internațional de Anime din Tokyo din 2008. La cel de -al doilea premiu Seiyu, a câștigat „Premiul pentru cel mai bun actor principal” pentru rolul său ca Setsuna F. Seiei în Mobile Suit Gundam 00 și ca Hakugen Rikuson în Kōtetsu Sangokushi. Single-ul său de debut, „Kuon” (久遠, lit. Eternity), a fost lansat la King Records. În martie 2009, a fost lansat albumul său de debut Break.